# واتچ‌فیلد
واتچ‌فیلد (به انگلیسی: Watchfield) یک روستا، سازه تزئینی و محله مدنی در بریتانیا است که در ویل آو وایت هرس واقع شده‌است. واتچ‌فیلد ۲٬۲۲۲ نفر جمعیت دارد.